# Salzmannshausen

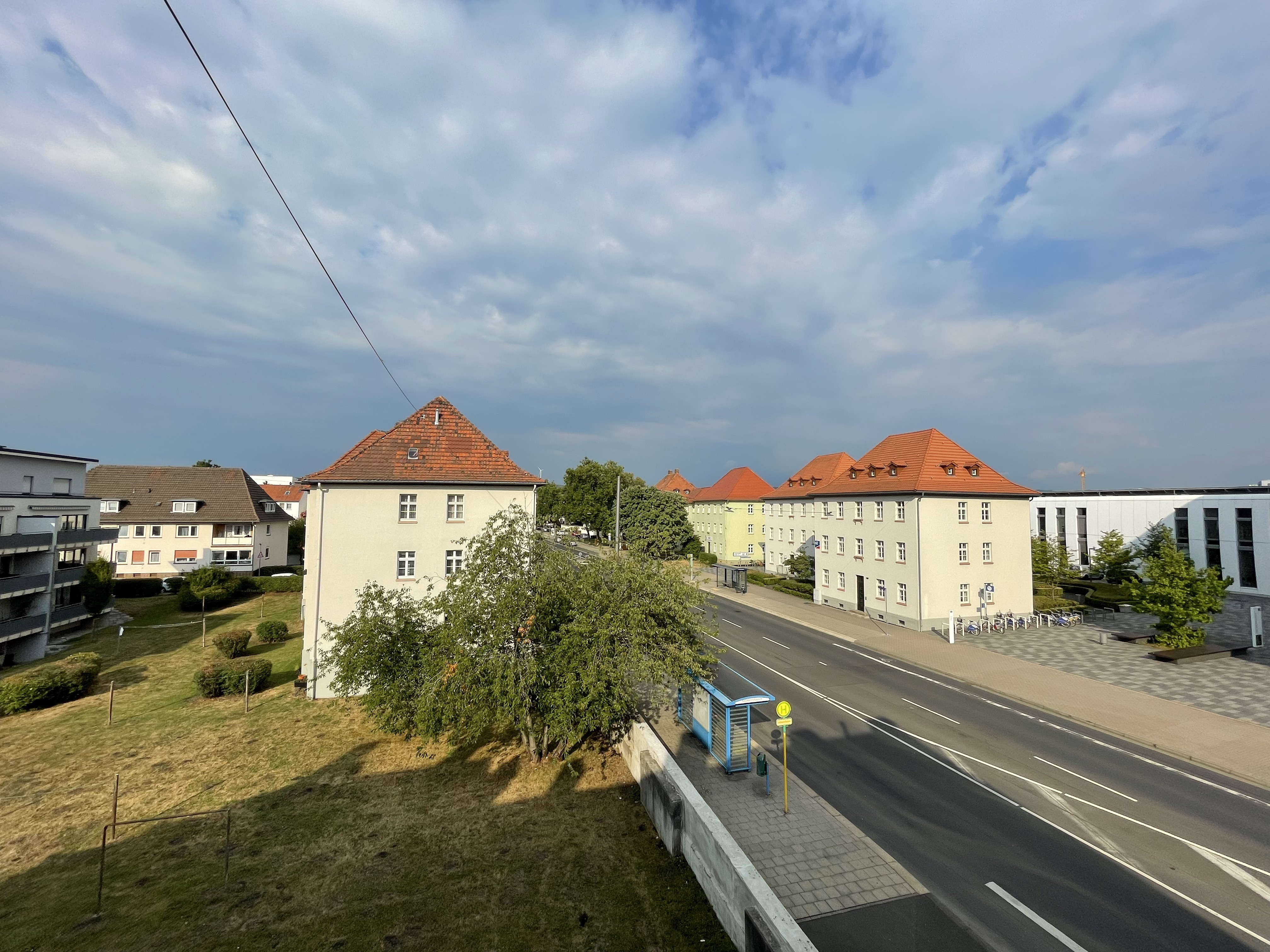
Blick von einem Balkon des Hauses Salzmannstraße 2 in Salzmannshausen

Salzmannshausen ist eine Siedlung im Kasseler Stadtteil Bettenhausen. Sie wurde ab 1902 für Angestellte der nahegelegenen Textilfabrik Salzmann & Comp. gebaut.

## Lage
Salzmannshausen grenzt nordöstlich an den Niestetaler Ortsteil Sandershausen. Durch den Zubringer zur Bundesautobahn 7, die Dresdener Straße, ist die Siedlung vom südlich gelegenen Bettenhäuser Ortskern abgeschnitten.
Salzmannshausen verfügt über eine gleichnamige Bushaltestelle. Dort halten die Linien 31, 32, 33 und 52, die die Siedlung an die Kasseler Stadtmitte anbinden.
Die am 14. August 1976 vom damaligen Kasseler Oberbürgermeister Hans Eichel eingeweihte Kleingartensiedlung des Kleingärtnervereins Salzmannshausen e. V. befindet sich auf dem Gebiet der Gemeinde Niestetal im Ortsteil Sandershausen.

## Geschichte

### Erschließung als Werkssiedlung
Da sich sein Bettenhäuser Werk zu Beginn des 20. Jahrhunderts gut entwickelte, musste das Unternehmen Salzmann & Comp. fabriknahen Wohnraum für seine Arbeiter beschaffen. Zunächst suchte man geeignete Grundstücke. Diese fand man an der Sandershäuser Straße, etwa in der Mitte zwischen dem Werk und dem Dorf Sandershausen. Durch Ankauf und Austausch gelangte das Unternehmen dort allmählich in den Besitz von circa 165.000 m² Gelände.
Von 1903 bis 1908 wurde das Gelände erschlossen, indem Straßen und Versorgungsleitungen angelegt wurden. Auf Vorschlag des Kasseler Magistrats wurden die Straßen nach den Standorten der einzelnen Werke und nach den Geburtsorten des Unternehmers Heinrich Salzmann und seiner Ehefrau Minna Salzmann geb. Scheffer benannt, so die Spangenberger, Rauschenberger, Einbecker, Öderaner und Salzmannstraße.
Als erste Bauten wurden in den Jahren 1902 und 1903 acht Häuser an der Huthstraße errichtet, als Eigentum von Werksangehörigen. Da sich das „Kleinhaus“, wozu das Ein- und Zweifamilienhaus zählen, zu dieser Zeit noch nicht durchgesetzt hatte, wurden trotz reichlich vorhandenem Baugelände Mehrfamilienhäuser als zweckmäßig erachtet.

### Gründung einer Wohnungsbaugenossenschaft
Danach baute man aber auch in Salzmannshausen Kleinhäuser. Damit verbunden musste das Unternehmen seine ganze Wohnungsfürsorge grundlegend umstellen. Bislang waren, abgesehen von den in das Eigentum der Werksangehörigen übergegangenen Wohnungen, nur sogenannte Werkwohnungen geschaffen worden. Die Werkwohnungen verursachten jedoch eine starke Belastung des Unternehmens – sowohl durch das darin festgelegte Kapital als auch durch die Verwaltung. Und auch die Besitzübertragung erwies sich in vielen Fällen als unvorteilhaft, da den neuen Besitzern das Verständnis für die Verwaltung und Unterhaltung ihres Eigentums fehlte. 
Zur Lösung dieser Probleme bot sich die Gründung einer Wohnungsbaugenossenschaft an. Diese im 19. Jahrhundert vor allem für den Wohnungsbau entwickelte Form des Zusammenschlusses gab zudem die Möglichkeit, den Kreis der Siedler über die Werksgemeinschaft hinaus zu erweitern. Daher gründete das Unternehmen Salzmann & Comp. im Jahr 1910 die Kassel-Bettenhäuser Gemeinnützige Baugesellschaft mbH mit einem Stammkapital von 30.000 Mark, um sich damit von den hohen Investitions- und Unterhaltungskosten der Werkswohnungen zu befreien.
Zunächst wurde an der Huthstraße weitergebaut. Dort wurden im Jahr 1910 zehn Ein- und Zweifamilienhäusern errichtet. Während sie bei den vorhergehenden Bauten nach einem gewissen Schema vorgehen konnten, mussten die Kasseler Architekten Hugo Mensching und Gustav Spier bei den Kleinhäusern die Wünsche der zukünftigen Bewohner berücksichtigen. Das führte weniger im Aufriss als im Grundriss immer wieder zu Abweichungen und erschwerte die Arbeit. 
Die Grundrisse dieses Bauabschnitts belegen, wie wenig Erfahrung man in Siedlungsbauten hatte und wie man lediglich versuchte, es jedem einzelnen Wohnungsbewerber recht zu machen. Dem Unternehmen blieb jedoch keine Alternative zu diesem Vorgehen. In Kassel herrschte damals ein Wohnungsüberschuss, und die entfernte Lage der Siedlung erforderte es daher, auf die Sonderwünsche der zukünftigen Bewohner einzugehen.

### Erster Weltkrieg
Im Ersten Weltkrieg stagnierte auch bei Salzmann & Comp. die Wohnbautätigkeit, weil zu dieser Zeit in erster Linie die Fabrikbauten gefördert werden mussten, um die wirtschaftlichen Anforderungen des Militärs erfüllen zu können. Am 3. November 1915 starb Heinrich Salzmann, der Initiator der Wohnungsbaugesellschaft.
Im Angesicht der nach dem Krieg zu befürchtenden Wohnungsnot wurde bereits im August 1918 in Salzmannshausen mit dem Bau von 16 Dreifamilienhäusern begonnen. Dabei wurde ein für die Gartenstadt neuer Typ eingeführt, der die verschärften wirtschaftlichen Forderungen mit einer gefälligen Erscheinungsform vereinigte. Dieser Typ wurde in der Folge mit Einarbeitung von Verbesserungen beibehalten.
Im Gegensatz zu den bisher gebauten frei stehenden Ein- und Zweifamilienhäusern tritt hier das Reihenhaus in Erscheinung. Der aus England übernommene Gartenstadt-Charakter wurde dabei aufgegeben. Die zunächst noch beibehaltene Form des Flachbaus, nämlich Erdgeschoss, Obergeschoss sowie ausgebautes Dachgeschoss (bzw. Mansardgeschoss), entsprach nicht der Absicht des Bauherrn. Jedoch war der während des Kriegs beauftragte Architekt Max Hummel gezwungen, den baupolizeilichen Bestimmungen zu folgen, die für dieses Gebiet nur den Flachbau zuließen. Später wurde diese Bestimmung, zunächst für die Sandershäuser Straße, gemildert, sodass hier an Stelle des ausgebauten Mansardgeschosses ein weiteres Vollgeschoss trat.

### Wettbewerb zur Erschließung des Ostteils
Der Westteil der Siedlung war 1922 bis auf wenige Bauplätze bebaut und man konnte nun auch an die Besiedlung des Ostteils gehen. In den ersten Jahren seit der Erschließung des Westteils hatten sich auf dem Gebiet des Städtebaus und des Siedlungswesens die Ansichten zum Teil wesentlich gewandelt. Städtebau und Siedlungswesen waren in dieser Zeit in Deutschland zu praktischer und wissenschaftlicher Bedeutung gelangt. Neue Erfahrungen und daraus entwickelte Richtlinien sollten nun für die Bebauung des Ostteils herangezogen werden. Deshalb wurde ein geschlossener Architektenwettbewerb für die Erschließung und Bebauung des weiteren Geländes unter den Architekten Theodor Fischer (München), Franz Seeck (Berlin), Max Hummel (Kassel) und Mensching und Spier (Kassel) ausgeschrieben. Das Preisgericht entschied zugunsten des Entwurfs von Theodor Fischer.
Bis zu diesem Zeitpunkt waren in Salzmannshausen nur Wohnstätten errichtet worden. Die ständig zunehmende Ausdehnung der Siedlung und die entfernte Lage vom Stadtzentrum erforderten jedoch auch die Errichtung von Versorgungsstätten für die Dinge des täglichen Bedarfs. So entstand im Jahre 1923 an der Ecke Sandershäuser Straße / Salzmannstraße nach den Plänen der Architekten Mensching und Spier das Bäckereigebäude, ein dreigeschossiger Bau mit Dampfbäckerei, Verkaufsräumen für Backwaren und Lebensmittel nebst dazugehörigen Lagerräumen und zehn Zwei- bis Sechszimmerwohnungen mit allem Zubehör.
1922 wurde die Kassel-Bettenhäuser Baugesellschaft vom Reichsfinanzministerium als gemeinnützig anerkannt. 1930 wurde die Gemeinnützigkeit in der Wohnungswirtschaft durch Gesetz neu geregelt. Sowohl der Kasseler als auch der Melsunger Baugesellschaft wurde die Gemeinnützigkeit wieder zuerkannt.

### Bau der Zubringerstraße verhindert Erweiterung
Nach einer Baupause von ungefähr zwölf Jahren entstanden 1938 weitere Häuser an der Salzmannstraße und 1939 an der Rauschenberger Straße. 1935 musste die Baugesellschaft auf Anordnung Gelände abgeben, damit die Zubringerstraße zur Reichsautobahn gebaut werden konnte. Durch diese Maßnahme wurde der ehemals geschlossene Grundbesitz in zwei Teile zerschnitten. Der preisgekrönte Erweiterungsentwurf konnte somit nicht weiter ausgeführt werden.

### Zweiter Weltkrieg
Während des Zweiten Weltkriegs ruhte jede Bautätigkeit. Eine der ersten Bomben in dem beginnenden Luftkrieg fiel in der Nacht vom 21. auf den 22. Juni 1940 in Kassel auf einen Häuserblock an der Salzmannstraße. Die Angriffe galten fast immer dem nahe gelegenen Lossekraftwerk, das die Stadt mit Strom versorgte und die kriegswichtige Fabrikation der Weberei Salzmann & Comp. Während das Lossekraftwerk fast unbeschädigt blieb, wurden die Werke I und II des Unternehmens schwer getroffen. Werk II wurde völlig zerstört und nach dem Krieg nicht wiederaufgebaut. Der Angriff auf die Edertalsperre am 18. Mai 1943 richtete mit der darauffolgenden Flutwelle auch in Salzmannshausen großen Schaden an.

### Wiederaufbau
In Salzmannshausen begann der Wiederaufbau mit dem Abriss einiger Ruinen, der Instandsetzung der weniger beschädigten Gebäude und dem Bau neuer Wohnblocks durch die Gemeinnützige Baugesellschaft. Der größte Teil der nur leicht beschädigten Einfamilienhäuser an der Einbecker Straße wurde in den 1950er-Jahren abgerissen. Das Wohnungsamt belegte jeden möglichen Wohnraum mit Obdachlosen. Dadurch wurden zum größten Teil Werksfremde in die noch vorhandenen Wohnungen und Wohnräume eingewiesen. Bis zum Jahre 1957 war der Wiederaufbau abgeschlossen. 1957 vereinigte sich die Melsunger Gemeinnützige Baugesellschaft, die ebenfalls als Schwesterunternehmen seit 1910 bestand, mit der Kassel-Bettenhäuser Gemeinnützigen Baugesellschaft.
Durch die Bauleitplanung der Stadt Kassel aus dem Jahre 1952 wurde der gesamte noch unbebaute Grundbesitz der Baugesellschaft zum Industriegelände erklärt. Eine Bebauung dieses Geländes mit Wohngebäuden, so wie es Fischers Entwurf vorgesehen hatte, war dadurch endgültig nicht mehr möglich.

### Gegenwart
Heute ist der Gartenstadt-Charakter der Siedlung nur noch eingeschränkt zu erkennen. Zum einen sorgen Gewerbeansiedlungen an der Ellenbacher Straße (Gewerbegebiet Salzmannshausen) für stetigen Durchgangsverkehr. Zum anderen hat das nahe gelegene Solar-Unternehmen SMA viele der ehemaligen Freiflächen im Umkreis der Siedlung bebaut. So wurden etliche denkmalgeschützte Gebäude an der Sandershäuser Straße im Zuge des Baus der Solarwechselrichterfabrik abgerissen. In letzter Zeit wurden von Privatinvestoren an der Einbecker Straße drei Wohngebäude errichtet, wodurch Grünfläche verloren ging und durch einen angrenzenden Privatparkplatz auch ein Teil des Kinderspielplatzes. Auf der Fläche, auf der die Wohnhäuser stehen, hatten vor dem Zweiten Weltkrieg jedoch bereits Wohnhäuser gestanden, die im Krieg zerstört und anschließend nicht wiederaufgebaut worden waren.

## Denkmalschutz
Die Siedlung ist als Gesamtanlage im Denkmalbuch der Stadt Kassel eingetragen.